# Acanthogorgia tenera
Acanthogorgia tenera är en korallart som beskrevs av Thomson och Russell 1909. Acanthogorgia tenera ingår i släktet Acanthogorgia och familjen Acanthogorgiidae. Inga underarter finns listade i Catalogue of Life.